# Улица Тычины (Чернигов)
Улица Тычины (укр. Вулиця Тичини) — улица в Новозаводском районе города Чернигова, исторически сложившаяся местность (район) Коты. Пролегает от проспекта Мира до тупика возле ж/д линии Чернигов—Горностаевка.
Примыкают улицы Кастуся Калиновского (Смирнова), Квитки Цысик (Тюленина), Екатерины Белокур (Мозырская), переулок Екатерины Белокур (Мозырский), Коробко, Григория Сурабко, переулок Тычины, Анатолия Погребного (Генерала Авдеенко).

## История
До 1974 года называлась улица Шевченко — в честь украинского поэта Тараса Григорьевича Шевченко. Переименована, когда село Коты (его часть) вошло в состав города Чернигова, поскольку в Чернигове уже была улица с данным названием. 
10 апреля 1974 года улица получила современное название — в честь украинского советского поэта и государственного деятеля Павла Григорьевича Тычины, согласно Решению Черниговского исполнительного комитета № 225.

## Застройка
Улица Тычины является главной улицей местности Коты. Улица пролегает в юго-западном направлении, имеет несколько изгибов-поворотов. Парная и непарная стороны улицы заняты усадебной застройкой. Конец улицы непарная сторона — промышленными предприятиями, парная — не застроена. 
Учреждения:
1. дом № 45 — дом культуры
2. дом № 45 А — библиотека (филиал № 5 центральной городской библиотеки им. М. М. Коцюбинского) — ранее городская библиотека № 6
3. дом № 69 — асфальтобетонный завод  «Чернігівагрошляхбуд» («Черниговагропутестрой»)
4. дом № 71 — предприятие «Коллар»
5. школа № 25 (ликвидирована)